# Suctobelbila neonominata
Suctobelbila neonominata är en kvalsterart som beskrevs av Subías 2004. Suctobelbila neonominata ingår i släktet Suctobelbila och familjen Suctobelbidae. Inga underarter finns listade i Catalogue of Life.